# Núria Rial
Núria Rial (Manresa, 5 de mayo de 1975) es una soprano española de referencia entre las voces que abarca el abanico barroco y clásico de los últimos años.
La cantante catalana destaca especialmente en esos dos estilos, sobre todo en la representación de obras de autores como Monteverdi y Händel, además de las canciones artísticas europeas. Su trabajo profundiza también en la música del Romanticismo y el estilo extendido durante los siglos XX y XXI. En su trayectoria como artista ha moldeado nuevos formatos fruto de fusiones como entre el jazz y el flamenco, o del diálogo entre diferentes formatos como la ópera y el lied.
Ha actuado en los principales festivales musicales europeos y colaborado con directores de prestigio como Iván Fischer, John Eliot Gardiner, Paul Goodwin, Trevor Pinnock, Howard Griffiths, Gustav Leonhardt, René Jacobs, Thomas Hengelbrock, Laurence Cummings, Neville Marriner y Teodor Currentzis.

## Biografía
Núria Rial comenzó sus estudios musicales en el Conservatorio Superior de Música del Liceo de Barcelona en su Cataluña natal el año 1995. Terminó graduándose con un diploma en voz y piano algunos años después.
Continuó su formación en la Academia de Música de Basilea, de Kurt Widmer, de 1998 a 2002. Un año después, en 2003, la European Cultural Foundation le concedió el "Preis der Helvetia Patria Jeunesse Stiftung" ("Premio Helvetia Patria Fundación Jeunesse") por su trabajo como cantante.
Posteriormente, Núria Rial se especializó en la música antigua, barroca, sacra y en la actuación en recitales de lied.
Desde el año 2009 forma parte de un acuerdo de grabación con Sony Music Masterworks, una galardonada empresa de promoción de conciertos, gestión de talentos, eventos y producción. Ese mismo año, su disco Arie per un'amante en le que participó la directora austriaca Michi Gaigg con el grupo musical L'Orfeo Barockorchester fue premiado con un ECHO Classical Music Award, al que se sumó un segundo galardón ECHO Award por su aportación al CD Teatro d'Amore.
En 2010, se le concedió el ECHO Klassik por el CD Via Crucis en el que colaboraron la instrumentalista Christina Pluhar y el grupo europeo L'Arpeggiata.

El año 2012 fue galardonada en la categoría "Mejor CD de arias de ópera" con un ECHO Klassic por su CD Telemann que contó con la participación de la Basel Chamber Orchestra.
Entre sus compromisos pasados destacan: 9 German Arias de Händel y Judas Maccabaeus en el Göttingen Händelfestspiele; Stabat Mater de Pergolesi en Amberes, Linz y Maribor; conciertos en los festivales de Innsbruck y Bremen; Missa Brevis KV 259 de Mozart en Santiago de Compostela en presencia del Papa Benedicto XVI; El Mesías de Händel con el Bamberger Symphoniker; conciertos y grabaciones de las Cantatas de Marianna Martinez (amada alumna de Haydn) y arias alemanas de Telemann; una gala barroca con la Orquesta de Cámara de Irlanda bajo la dirección de Matthew Halls; Sinfonía nº4 de Mahler en Basilea; la Pasión según San Mateo en una gira por Suiza; conciertos en Friburgo, Gstaad y en el Festival de Música Schleswig-Holstein en Lübeck; Idomeneo (Ilia) de Mozart en el Festival Wort & Klang en una gira por Suiza; La Finta Giardiniera (Sandrina) de Anfossi con Werner Ehrhardt y L'arte del mondo (grabada para Sony / DHM); El giravolt de maig de Toldrà en el Palau de la Música de Barcelona; Ainadamar (Nuria) de Golijov en el Teatro Real de Madrid, dirigida por Peter Sellars; Solomon de Händel en una gira europea, que incluyó el Schleswig-Holstein Musikfestspiele y el Händelfestspiele en Göttingen; conciertos con Elbipolis y Rolf Beck en el Schleswig-Holstein Musikfestspiele; un concierto en Budapest con música de Widor y Vierne; Dido y Aeneas (Belinda) bajo la dirección de Teodor Currentzis en el Teatro Real de Madrid y de gira en Perm, Berlín, Atenas, París y Nueva York. Más recientemente ha cantado El Mesías con Kammerorchester Basel en una gira europea; Stabat Mater de Pergolesi en Lausana; conciertos con Concerto Köln en la Dresden Frauenkirche; Weihnachtsoratorium en Lubeck; una gira de conciertos europeos con L’Arpeggiata (programa: “Mediterraneo”); Liederabend en el Schwetzinger Festspiele; Die Zauberflöte (Pamina) en Budapest y luego de gira en Ámsterdam, Abu Dhabi, Londres y Berlín con la Orquesta del Festival de Budapest bajo la dirección de Ivan Fischer; Petite Messe Solennelle en Gstaad con el Kammerorchester Basel; conciertos con música de Marianna Martinez con La Floridiana en Luxemburgo y Barcelona y una serie de conciertos barrocos en Múnich, Barcelona (Palau), Boswil, Bremen (Bremer Philharmoniker), Estambul, Hamburgo (con la NDR Symphony Orchestra), Amberes; Stabat Mater de Pergolesi de gira con Musica Aeterna y Teodor Currenztis en Lucerna, Viena y Reggio Emilia. La morte di Abel de Caldara en Pavia y Salzburgo; Orlando de Händel de gira con Il Pomo d'Oro en Venecia, Ámsterdam, París, Essen, Madrid, y una serie de conciertos barrocos con la Freiburger Barockorchester en Freiburgm, Dresde y Basilea.
La actividad de la artista está focalizada al concierto y el disco.Ha formado parte de producciones operísticas de renombre en muchos de los teatros más prestigiosos de Europa, como Eliogabalo de Cavalli - encarnando el papel de Eritea - en el Théâtre de la Monnaire bajo la dirección de René Jacobs, L'Orfeo de Monteverdi - actuando el papel de Euridice - en la Staatsoper Unter den Linden de Berlín con el mismo director, en el Grand Théâtre de Ginebra con Giovanni Antonini o La flauta mágica de Mozart - interpretando a Pamina - en el Theatre Carlo Felice de Génova.Bajo la dirección de Peter Sellars, ha interpretado el papel de Nuria en la ópera contemporánea Ainadamar de Osvaldo Golijov en el Teatro Real de Madrid.
Suele actuar, en sus recitales de música de cámara, con conjuntos como Il Pomo d'Oro, Café Zimmermann y el Nash Ensemble, interpretando el repertorio en francés, español o alemán.

## Discografía
La discografía de Núria Rial es amplia y extensa. Incluye álbumes con sellos discográficos como Harmonia Mundi, Mirare, Sony Music Masterworks o Glossa.

### Álbumes
- Joaquin Rodrigo: La Obra Vocal
- Francisco Guerrero: Motecta (1997)
- Miguel de Fuenllana: Orphenica Lyra 1554 (1999)
- Claros y Frescos Ríos – Canciones y temas instrumentales del Renacimiento español (2000)
- Memorial Duke Ellington: Live Concert (2001)
- Francesco Corselli: El Concierto Español (2002)
- Georg Friedrich Händel: Lotario (2004)
- Orphénica Lyra: Música en el Quijote (2004)
- Emilio de' Cavalieri: Rappresentatione di Anima, et di Corpo. (2004)
- Bach/Händel (2005)
- Pergolesi: Stabat Mater (2005)
- Wolfgang Amadeus Mozart: Le nozze di Figaro (2006)
- Georg Friedrich Händel: Riccardo Primo (2007)
- Balázs Elemér Group & Nuria Rial: Early Music (2007)
- Claros y frescos ríos (2008)
- Georg Friedrich Händel: Duetti Amorosi. (2008)
- Avemaría (2008)
- Claudio Monteverdi: Teatro d’Amore (2008) con Philippe Jaroussky, con la banda de música L’Arpeggiata y Christina Pluhar
- Joseph Haydn: Arie per un’Amante (2009)
- Georg Friedrich Händel: Süße Stille, sanfte Quelle. Neun Deutsche Arien. (2009)
- Via Crucis: Obras de Claudio Monteverdi, Tarquinio Merula, Heinrich Ignaz Franz Biber entre otros (2010) con la banda de música L’Arpeggiata y Christina Pluhar
- Georg Friedrich Händel: Athalia (2010)
- Georg Friedrich Händel: Judas Maccabaeus (2010)
- Georg Philipp Telemann: Opera Arias. Orquesta de Cámara de Basilea, Kammerorchester Basel. Deutsche Harmonia Mundi/Sony 2011.
- Mariana Martínez: Il primo amore. además Berenice, ah che fai. – Ouvertüre C-Dur – Cembalokonzert E-Dur – Cembalosonate A-Dur. Nuria Rial (Soprano), Nicoleta Paraschivescu (clavicémbalo y director de orquesta), La Floridiana. Deutsche Harmonia Mundi/Sony 2012.

### DVDs
- Johann Sebastian Bach: Schwingt freudig euch empor Kantate BWV 36. Nuria Rial (Soprano), Claude Eichenberger (Alto), Johannes Kaleschke (Tenor), Klaus Häger (Bajo),  coro y orquesta de la J. S. Bach-Stiftung con John Holloway (Violino I), Rudolf Lutz (Director de orquesta). Incluye un taller de introducción y reflexión de Urs Widmer. Gallus Media, San Galo 2008.
- Johann Sebastian Bach: Wachet auf, ruft uns die Stimme Kantate BWV 140. Nuria Rial (Soprano), Bernhard Berchtold (Tenor), Markus Volpert (Bajo), coro y orquesta de la J. S. Bach-Stiftung con Chiara Banchini (Violino piccolo), Rudolf Lutz (Director de orquesta).Incluye un taller de introducción y reflexión de Beatrice von Matt. Gallus Media, San Galo 2009.
- Johann Sebastian Bach: Gleichwie der Regen Kantate BWV 18. Nuria Rial (Soprano), Makoto Sakurada (Tenor), Dominik Wörner (Bajo),  Coro y Orquesta de la J. S. Bach-Stiftung mit Norbert Zeilberger (Orgel), Rudolf Lutz (Director de orquesta). Incluye un taller de introducción y reflexión de Hans Jecklin. Gallus Media, San Galo 2010.
- Johann Sebastian Bach: „Was soll ich aus dir machen, Ephraim“ Kantate BWV 89. Nuria Rial (Soprano), Markus Forster (Alto), Raphael Höhn (Tenor), Dominik Wörner (Bajo). Coro y orquesta de la J. S. Bach-Stiftung, Rudolf Lutz (Director de orquesta). Incluye un taller de introducción y reflexión de Thomas Cerny. Gallus Media, 2014.
- Johann Sebastian Bach: „Nimm, was dein ist, und gehe hin“ Kantate BWV 144. Nuria Rial (Soprano), Markus Forster (Alto), coro y orquesta de la J. S. Bach-Stiftung, Rudolf Lutz (Director de orquesta). Incluye un taller de introducción y reflexión de Gerhard Walter. Gallus Media, 2014.